# Dromen van een smulpaap
Dromen van een smulpaap (oorspronkelijke Engelse titel: Dream of the Rarebit Fiend) is een krantenstrip van de Amerikaanse striptekenaar Winsor McCay die voor het eerst verscheen op 10 september 1904. Het was de tweede succesvolle strip van McCay. Door het succes van zijn eerste strip Little Sammy Sneeze had hij een plek op de stripredactie van de New York Herald verworven. Rarebit Fiend verscheen in de Evening Telegram, een krant die door de Herald werd uitgegeven. McCay ondertekende de strip om contractuele redenen met het pseudoniem Silas.
De stripafleveringen vormden geen doorlopend verhaal en hadden geen terugkerende personages. Wel was er een terugkerend thema: een personage heeft een nachtmerrie of bizarre droom, meestal na het eten van een Welsh rarebit: een gerecht uit de Welshe keuken dat bestaat uit geroosterd brood dat is overgoten met een rijke kaassaus en vervolgens onder de grill is gelegd. In het laatste plaatje van het stripverhaal wordt het personage wakker en heeft spijt dat hij de rarebit heeft gegeten. De dromen openbaren vaak aspecten van de menselijke geest die niet erg vleiend zijn, zoals fobieën, hypocrisie, ongemak en duistere gedachten. Dit stond in schril contrast met de kleurrijke, dromerige fantasieën in McCays karakteristieke strip Little Nemo in Slumberland waaraan hij in 1905 begon. De doelgroep van Nemo waren kinderen; in Rarebit Fiend richtte McCay zich op volwassenen.
Door de populariteit van Rarebit Fiend en Nemo verwierf McCay in 1911 een contract met een riant salaris bij de nieuwsbladengroep van William Randolph Hearst. Zijn redacteur daar vond de uitmuntende striptekeningen van McCay ‘serieus, niet grappig’. McCay moest zijn krantenstrip opgeven en in plaats daarvan redactionele tekeningen maken. Hij bracht Dream of the Rarebit Fiend van 1923 tot 1925 opnieuw uit onder de naam Rarebit Reveries, maar hiervan zijn slechts enkele exemplaren bewaard gebleven.
Van Rarebit Fiend zijn verschillende filmbewerkingen verschenen, waaronder Dream of a Rarebit Fiend uit 1906 van Edwin S. Porter en vier baanbrekende tekenfilms van McCay zelf: How a Mosquito Operates uit 1912, Bug Vaudeville uit 1921, The Pet, en The Flying House. In Dream of the Rarebit Fiend werden verschillende nieuwe onderwerpen geïntroduceerd, zoals reusachtige wezens die een stad vernielen, die in latere jaren steeds zouden terugkeren en die populair werden door King Kong en Godzilla.

## Overzicht
Winsor McCay maakte de eerste Dream of the Rarebit Fiend in 1904, een jaar voor Little Nemo in Slumberland met zijn levendige dromen en ruim dertig jaar voor de surrealisten het onderbewuste op het publiek loslieten. De strip had een tergkerend thema: na het eten van een Welsh rarebit wordt de hoofdpersoon van de dag onderworpen aan de duisterdere kant van zijn psyche. Kenmerkend is dat de strip begint met een absurde situatie die steeds absurder wordt totdat de rarebiteter - de dromer - in het laatste stripplaatje wakker wordt. Sommige situaties waren alleen maar absurd: olifanten vallen bijvoorbeeld van het plafond of twee damesmantels van nerts vechten met elkaar. Andere afleveringen warenen beangstigender: de ik-figuur bevindt zich bijvoorbeeld in situaties waarin zijn ledematen worden afgesneden of waarin hij levend begraven wordt, of de moeder van een kind wordt geplant en wordt een boom. In sommige strips is de rarebitliefhebber een toeschouwer die bizarre of afschuwelijke dingen ziet gebeuren met een van zijn naasten. De hoofdrolspelers behoorden meestal tot de groeiende stedelijke middenklasse in Amerika. McCay toonde hun angst voor publieke vernedering, verlies van sociaal aanzien, of ze waren gewoon erg vreemd.
Rarebit Fiend was de enige strip van McCay waarin hij sociale en politieke onderwerpen behandelde en die over het dagelijks leven ging. Hij stelde religieuze leiders, alcoholisme, dakloosheid, politieke toespraken, zelfdoding, mode en andere onderwerpen aan de orde, terwijl zijn andere strips fantasieën waren of een onscherpe, tijdloze achtergrond hadden. De strip verwees naar gebeurtenissen uit die tijd zoals de Amerikaanse presidentsverkiezingen in 1904 die Theodore Roosevelt won; de bouw van het Flatiron Building in 1902, de opening van het St. Regis Hotel in New York in 1904, en de Russisch-Japanse Oorlog van 1904-1905.

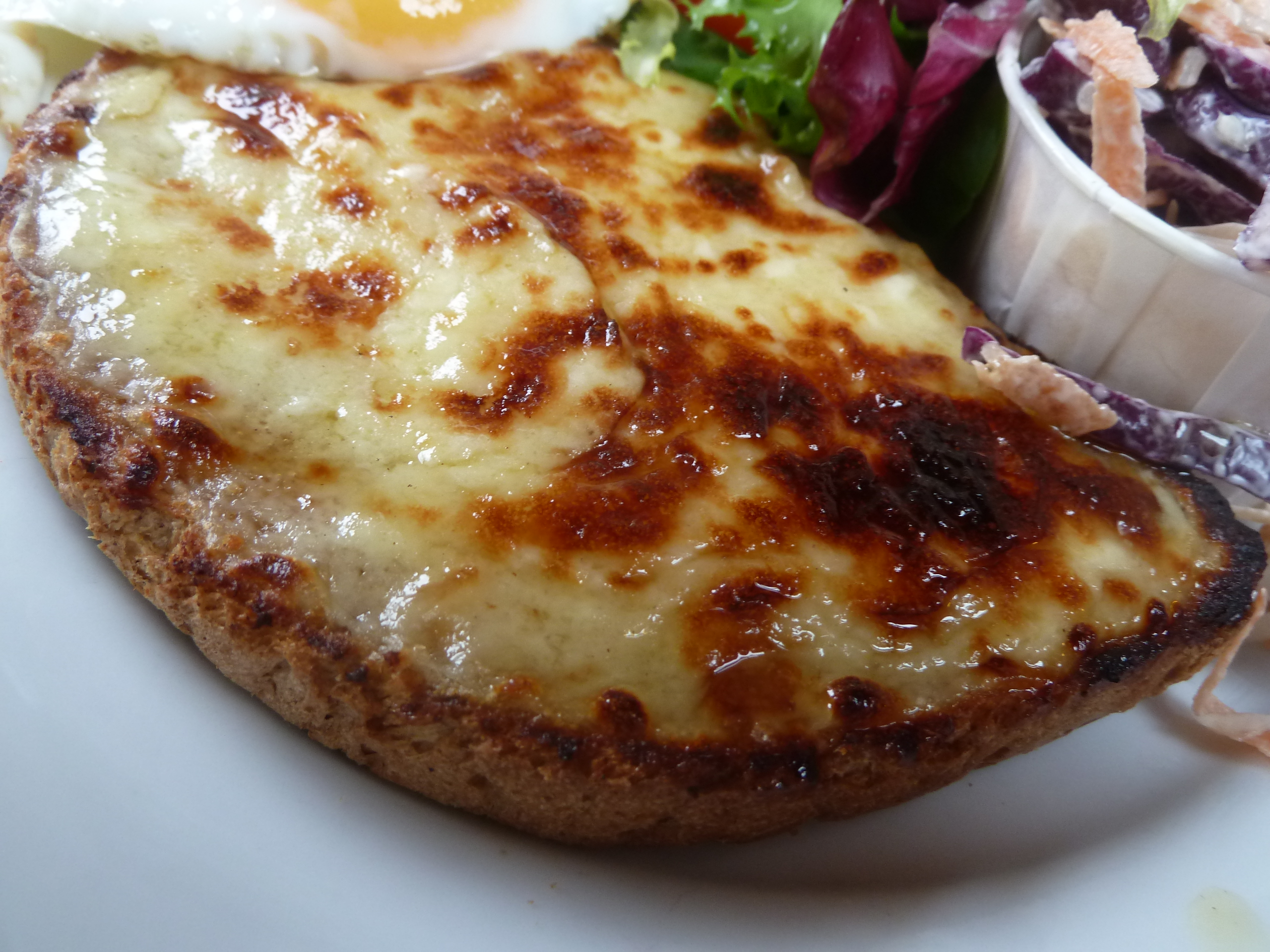
Welsh rarebit bestaat uit geroosterd brood met gesmolten volvette kaas, aangelengd met bier en gekruid met cayennepeper en mosterd. McCay gebruikte het gerecht ondanks dat het geen kwaad kon; volgens de cultuurtheoreticus Scott Bukatman kon een rarebit niet in verband worden gebracht met nachtmerries.

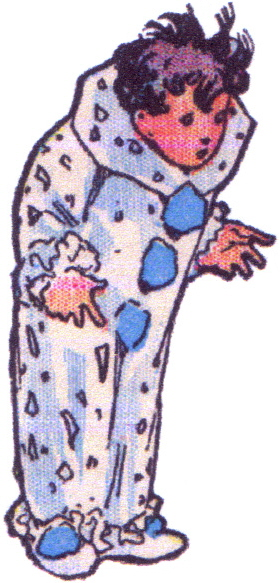
Little Nemo, het beroemdste personage van McCay, werd in Dream of the Rarebit Fiend geïntroduceerd

Het beroemdste personage van McCay – Little Nemo – kwam voor de eerste keer in Dream of the Rarebit Fiend voor op 10 december 1904. In 1905 liet McCay Nemo in zijn eigen strip verschijnen in de New York Herald. Vergeleken met Little Nemo in Slumberland hadden de Rarebit Fiend-strips vrijwel geen achtergronden en werden ze meestal getekend vanuit één gezichtspunt met de hoofdfiguren op een vaste plek. In Rarebit Fiend was het verhaal veel belangrijker dan in Little Nemo, waarin de focus lag op mooie plaatjes. De afleveringen stonden op zichzelf, terwijl het Nemo-verhaal wekelijks doorliep. De dromen in Nemo waren gericht op kinderen, terwijl de onderwerpen in Rarebit Fiend, zoals sociale verlegenheid, angst voor de dood of angst om gek te worden op volwassenen waren georiënteerd. In beide strips waren sommige dromen wensvervullingen.
In tegenstelling tot de meeste strips uit die tijd is Rarebit Fiend niet direct humoristisch of escapistisch. In de strips wordt de nadruk gelegd op de duistere kanten van de lezer, zoals hypocrisie, bedrog, fobieën en ongemak. Ze leveren vaak bijtend commentaar op sociale issues en plaatsen huwelijk, geld en religieuze zaken in een slecht daglicht. McCay werkte graag grensverleggend en in veel van zijn strips speelt hij met zelfreferentie; de personages verwijzen soms naar McCays alter ego Silas of naar de lezer. Zelfreferentie komt frequent voor in Rarebit Fiend, maar niet in de andere strips van McCay.
De woorden in de tekstballonnen waren, in tegenstelling tot de professionele illustraties van McCay, klunzig en soms niet te lezen. Dit was met name het geval bij reproducties, omdat de illustraties daarin doorgaans sterk werden verkleind. McCay leek weinig aandacht te hebben voor de tekstballonnen, de inhoud ervan en hoe ze in de tekening waren geplaatst. Er staan vaak monologen in die zich herhalen en ze drukken het groter wordende leed van de sprekers uit. Ze maken duidelijk dat McCay talent had voor beelden en niet voor teksten.

## Achtergrond

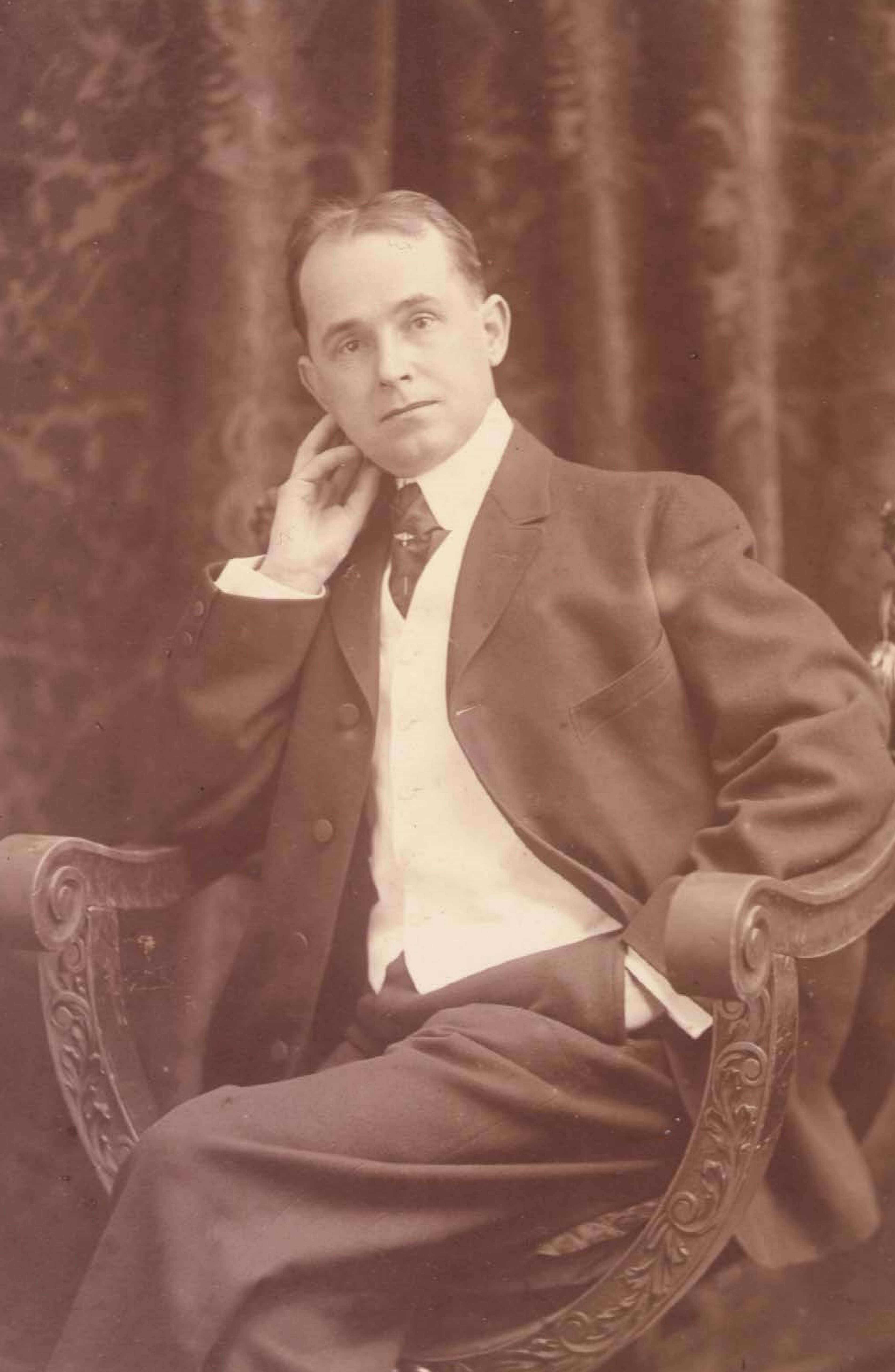
McCays kijk op het huwelijk kwam tot uitdrukking in Rarebit Fiend

McCay begon met striptekenen in de jaren negentig van de negentiende eeuw. Hij was enorm productief en veel van zijn materiaal is gepubliceerd in tijdschriften en kranten. McCay was bekend geworden omdat hij kon sneltekenen. Hij zette dit talent vaak in op het vaudevilletoneel (waar ook Harry Houdini en W.C. Fields optraden), waarbij hij een voordracht hield en op een schoolbord tekende. McCay had voor Dream of the Rarebit Fiend en Little Nemo al laten zien dat hij geïnteresseerd was in het onderwerp dromen. Enkele van zijn eerdere werken (ten minste tien reguliere stripverhalen) droegen titels als Daydreams en It Was Only a Dream. Voor de strips van McCay waren er ook al stripverhalen met het thema dromen uitgegeven; zijn werkgever, de New York Herald, had minimaal drie van zulke strips gepubliceerd, waarvan Drowsy Dick van Charles Reese uit 1902 de eerste was. Psychoanalyse en het duiden van dromen werden bij het publiek bekend met de publicatie van De droomduiding uit 1900 van Sigmund Freud.
McCay stelde voor een strip te tekenen waarin een nicotinejunk op de Noordpool geen sigaret en vuurtje kan bemachtigen. In het laatste plaatje beseft hij dat het een droom was. De Herald vroeg McCay een stripserie te maken, maar dan met een Welsh rarebit als onderwerp in plaats van tabak en daar gaf McCay gehoor aan. De strip verscheen in een aan de Herald gelieerde avondkrant, de Evening Telegram, en de redacteur van de Herald eiste dat McCay de strips onder pseudoniem maakte om deze gescheiden te houden van zijn andere werk. McCay ondertekende de Rarebit Fiend met Silas, een naam die hij ontleende aan een man uit de buurt die met een vuilniskar rondreed. Nadat hij in 1911 was overgestapt naar de ochtendkrant de New York American van William Randolph Hearst stopte McCay met het pseudoniem Silas en tekende hij zijn werk met zijn eigen naam.
McCay trouwde in 1891, maar had geen gelukkig huwelijk. Volgens John Canemaker, de biograaf van McCay, schildert McCay het huwelijk in Rarebit Fiend af als ‘een mijnenveld van hypocrisie, jaloezie en onbegrip’. McCay was een kleine man van zo’n 1.50 m en werd gedomineerd door zijn vrouw die even lang was als hij. Afbeeldingen van kleine, verlegen mannen die worden gedomineerd door hun langere of dikkere vrouwen komen vaak voor in Rarebit Fiend. Reuzengroei – met personages die overweldigd worden door snel groeiende lichaamsdelen – was een ander thema dat regelmatig terugkwam, mogelijk om zijn houding ten opzichte van klein zijn te compenseren. McCays broer Arthur zat in een psychiatrische inrichting, wat misschien heeft geleid tot het thema waanzin dat in zijn strips veel voorkomt.

### Invloeden

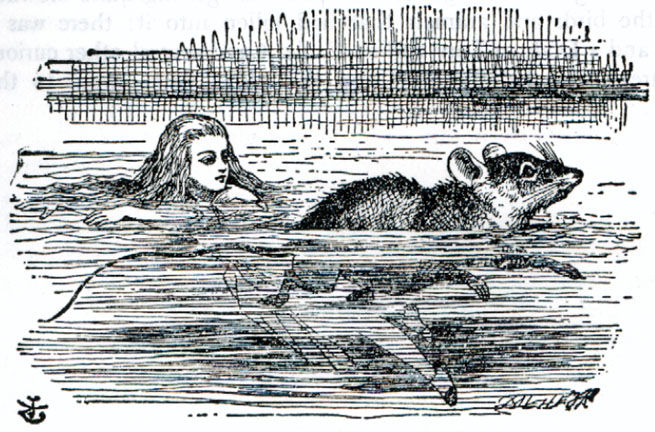
Zee van tranen in Alice's Adventures in Wonderland

Kenners zoals Claude Moliterni, Ulrich Merkl en Alfredo Castelli hebben geprobeerd te achterhalen wat McCay heeft geïnspireerd om Dream of the Rarebit Fiend te maken. Wellicht kreeg hij inpiratie door het populaire Book of Nonsense van Edward Lear uit 1870, The Burgess Nonsense Book van Gelett Burgess uit 1901, Alice's Adventures in Wonderland van Lewis Carroll uit 1865 (met name de scène met de zee van tranen lijkt gerelateerd aan het gutsende zweet in een vroege Rarebit Fiend-strip) en allerlei strips en illustraties over dromen in tijdschriften die McCay moet hebben gekend.
Welsh Rarebit Tales van Harle Oren Cummins uit 1902 is waarschijnlijk de directe inspiratie voor de strip geweest. Cummins heeft gezegd dat hij inspiratie voor deze collectie van vijftien sciencefictionverhalen had gekregen door nachtmerries die werden veroorzaakt door het eten van Welsh rarebit en kreeften. Het feit dat verschillende latere Herald-strips uit 1911 en 1912 Dream of a Lobster Fiend waren getiteld, maakt het nog aannemelijker dat McCray hierdoor geïnspireerd was.
Vast staat dat McCay ook geïnspireerd is door onder meer H.G. Wells, De tovenaar van Oz van L. Frank Baum uit 1900, Peter Pan van J.M. Barrie uit 1904, Pinokkio van Carlo Collodi uit 1883, Sherlock Holmes and the Engineer's Thumb van Arthur Conan Doyle uit 1889, Quo Vadis uit 1896 van Henryk Sienkiewicz, Dr Jekyll en Mr Hyde uit 1886 van Robert Louis Stevenson, en The 1.000.000 Pound Bank Note uit 1893 van Mark Twain.
McCay heeft nooit toegegeven dat Sigmund Freud hem heeft geïnspireerd. De droomduiding van Freud was in 1900 gepubliceerd. Volgens McCay-kenner Ulrich Merkl is het waarschijnlijk dat McCay op de hoogte was van de theorieën van de Weense dokter aangezien hierover in de New Yorkse krantenwereld uitvoerig werd gepraat en geschreven.

## Publicatiegeschiedenis

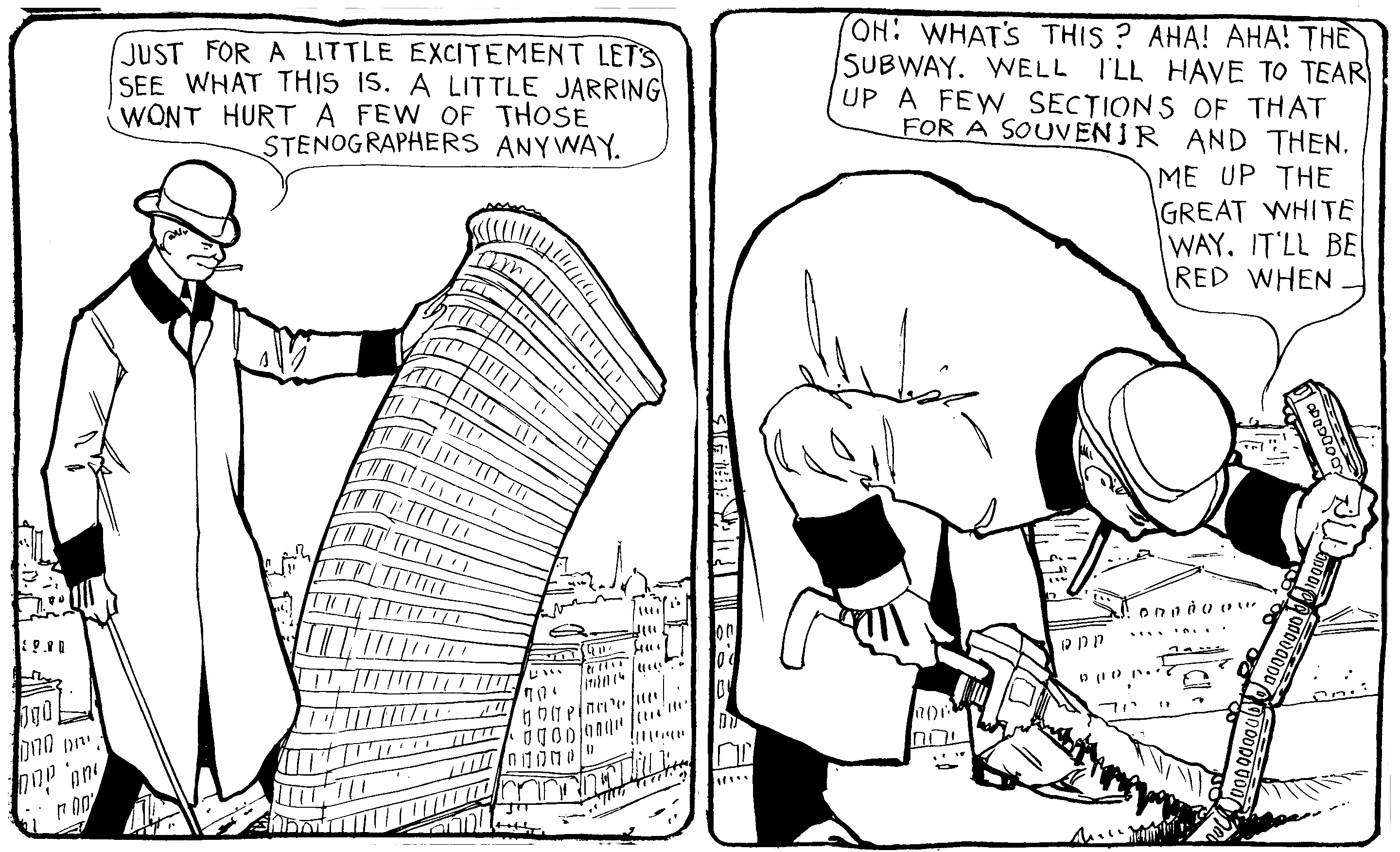
Een reusachtige man in New York (1905)

Dream of the Rarebit Fiend was McCays langstlopende strip. Hij heeft ruim driehonderd afleveringen meer van Rarebit Fiend gemaakt dan van de bekendere Little Nemo in Slumberland. Het eerste stripverhaal verscheen op 10 september 1904 in de New York Herald, een paar maanden nadat Little Sammy Sneeze zijn opwachting had gemaakt. Het was McCays tweede succesvolle krantenstrip, nadat Sammy Sneeze hem een baan op de stripredactie van de Herald had bezorgd. Dream of the Rarebit Fiend verscheen in de Evening Telegram die destijds door de Herald werd uitgegeven.
De strip verscheen twee tot drie keer per week en nam op weekdagen een kwart van een krantenpagina en op zaterdag een halve pagina in beslag. De strip was doorgaans in zwart-wit, maar 29 van de strips verschenen in 1913 wekelijks in kleur in de Herald. Dit waren strips die tussen 1908 en 1911 waren getekend en die de Evening Telegram niet had gepubliceerd. McCay moedigde de lezers soms aan om ideeën voor dromen naar de Herald te sturen ter attentie van Silas de dromer. McCay getuigde zijn erkentelijkheid voor de inzendingen die hij gebruikte door naast zijn eigen handtekening op de strip ‘met dank aan ...’ te vermelden. Een van hen was de sciencefictionpionier Hugo Gernsback.
Dream of the Rarebit Fiend liep aanvankelijk tot 1911. De strip verscheen opnieuw tussen 1911 en 1913 in verschillende kranten onder andere titels, zoals Midsummer Day Dreams en It Was Only a Dream. Van 1923 tot 1925 liet McCay de strip terugkeren onder de titel Rarebit Reveries. Hoewel deze waren gesigneerd met ‘Robert Winsor McCay Jr.’ (de zoon van McCay) lijken de tekeningen van de hand van McCay zelf te zijn, misschien met uitzondering van de woorden. McCay had ook enkele van zijn animaties en redactionele strips met de naam van zijn zoon gesigneerd. In 2007 waren er slechts zeven voorbeelden van Rarebit Reveries bekend, maar het is zo goed al zeker dat er nog andere zijn gepubliceerd.

### Albums

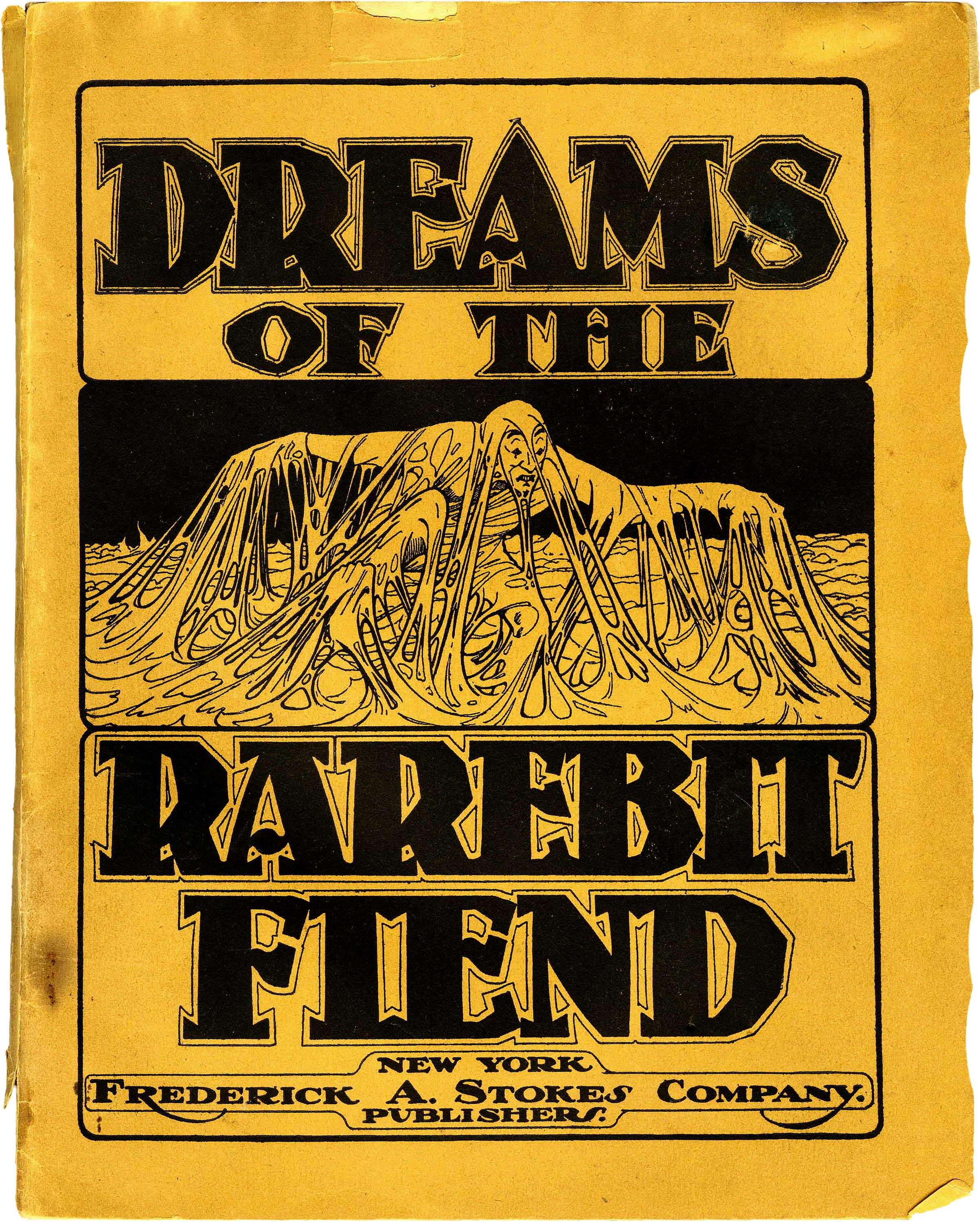
Het eerste album, getiteld Dreams of the Rarebit Fiend, werd in 1905 uitgebracht door Frederik A. Stokes

Het eerste album, getiteld Dreams of the Rarebit Fiend, werd in 1905 uitgebracht door Frederik A. Stokes en bevatte 61 strips. Dover Publications heeft dit album in 1973 herdrukt; de strips zijn hierbij 10% vergroot en aan de uitgave zijn inleidende pagina’s toegevoegd. In deze uitgave van Dover is de laatste strip uit het oorspronkelijke album weggelaten, omdat hierin racistische humor voorkwam waarvan de uitgever dacht dat die niet in de smaak van het publiek zou vallen.
Verschillende strips van McCay, waaronder afleveringen van Rarebit Fiend, zijn verzameld in Daydreams and Nightmares (Fantagraphics, 1988/2006; onder redactie van Richard Marschall). Checker Books herdrukte vele Rarebit Fiend-afleveringen in de acht albums van de serie Winsor McCay: Early Works en herdrukte in 2006 183 van de zaterdagstrips van Dream of the Rarebit Fiend: The Saturdays in kleur. Checker Books herdrukte nagenoeg alle bekende Rarebit Fiend-strips.
In juli 2007 gaf de Duitse kunsthistoricus Ulrich Merkl een 464 pagina's tellende bundel in eigen beheer uit met de titel Dream of the Rarebit Fiend. Hierin zijn 369 strips in de oorspronkelijke afmetingen opgenomen. In eerdere herdrukken waren de strips verkleind tot ongeveer een derde van het formaat waarin ze oorspronkelijk waren gepubliceerd, waardoor de details verloren gingen en de woorden moeilijk te lezen waren. Vanwege de afmetingen van het boek (43,5 cm bij 31 cm) was machinaal inbinden niet mogelijk en dus moest dit met de hand gebeuren. De oplage was beperkt tot 1000 exemplaren en bevatte een dvd met scans van de 821 stripafleveringen, alle teksten, een catalogue raisonné en een video van een van de animaties. De strips kwamen uit de privécollectie van Merkl, de Cartoon Research Library van de Ohio State University, en van microfilms met de volledige serie zoals die in de New York Evening Journal was verschenen. Deze microfilms had Merkl gekocht van de New York Public Library. Het scannen en restaureren kostte volgens hem gemiddeld zes uur per strip. Het boek bevatte eveneens twee essays van de Italiaanse stripredacteur Alfredo Castelli en een van Jeremey Taylor, oud-voorzitter van de International Association for the Study of Dreams.
De volledige Dream of the Rarebit Fiend verscheen in 2011 onder de titel Forgotten Fantasy: Sunday Comics 1900-1915. Deze herdruk werd uitgebracht door Sunday Press Books.
In 1974 werden een selectie van zwart-wit afleveringen uitgegeven in het Nederlands door uitgeverij Bert Bakker. Dit gebeurde onder de titel Dromen van een smulpaap.

## Andere media
Het werk van McCay was erg populair. McCay zelf en anderen hebben het bewerkt voor film en er werd een uitvoering op Broadway overwogen. De ‘comic opera or musical extravaganza’ Dream of the Welsh Rarebit Fiend kwam niet op de planken, hoewel McCay voor de muziek een contract tekende met Max Hirschfeld en voor de teksten met George Henry Payne en Robert Gilbert Welch.

### Film

#### Dream of a Rarebit Fiend(1906)
In 1906 bewerkte filmpionier Edwin S. Porter een aflevering van Rarebit Fiend tot de zeven minuten durende speelfilm Dream of a Rarebit Fiend voor de Edison Studios. De rarebitfanaat werd gespeeld door John P. Brawn en wordt in zijn bed gekweld door duiveltjes. Het bed vliegt door de lucht en laat de hoofdrolspeler aan een kerktoren hangen – een gebeurtenis die eerder voorkwam in de strip van 28 januari 1905.

#### Tekenfilms van McCay
McCay maakte vier tekenfilms gebaseerd op zijn Rarebit Fiend-reeks:

##### How a Mosquito Operates(1912)
Deze tweede film van McCay (ook bekend onder de naam The Story of a Mosquito) werd gemaakt in december 1911 en uitgebracht in 1912. Het is een van de vroegste voorbeelden van een animatie van lijntekeningen. Een reusachtige mug met een hoge hoed vliegt door een raam om zich tegoed te doen aan de slapende man die hem tevergeefs probeert weg te slaan. De mug drinkt zoveel dat hij uit elkaar spat. Terwijl de mug drinkt wordt hij niet zoals een ballon steeds groter; in plaats daarvan groeit zijn achterlijf op een natuurlijke manier en passend bij zijn gestalte. Het idee voor de film kwam van een Rarebit Fiend-strip die op 5 juni 1909 werd gepubliceerd. McCay-biograaf John Canemaker prees McCay met het feit dat hij een mug karakter en persoonlijkheid kon geven.

##### Bug Vaudeville(1921)
In Bug Vaudeville komt een zwerver achter zorgvuldig getekende bomen vandaan en valt in slaap, mompelend dat hij vreemde dromen krijgt als hij kaastaart heeft gegeten. Vervolgens voert een aantal insecten voorstelling na voorstelling op tegen een zeer gedetailleerde en realistische achtergrond. De voorstelling eindigt met een spin die een silhouet in het publiek grijpt en geheel opeet.
De film werd rond 12 september 1921 uitgebracht en is geïnspireerd op McCays ervaringen in de wereld van het circus en de vaudeville. De film wordt gepresenteerd als een vaudevilleshow, maar zonder de interactie op toneel die McCay gebruikte in Gertie the Dinosaur. Bij deze aflevering is de titel van de stripserie in het meervoud: Dreams of a Rarebit Fiend. Bug Vaudeville was de favoriete McCay-film van de filmcriticus Andrew Sarris. Hij prees ‘de lineaire zeggingskracht van de tekeningen en het intuïtieve ritme van de handelingen’. Sarris schreef dat een regisseur als Federico Fellini ‘vereerd zou zijn met zo’n inzicht in het uitbeeldingsritueel’.

##### The Pet(1921)
The Pet gaat over een stel dat een mysterieus dier met een onverzadigbare eetlust adopteert. Het verorbert zijn melk, de huiskat, het meubilair, rattengif en vervoersmiddelen die langskomen, waaronder vliegtuigen en een blimp, en wordt ondertussen groter en groter. Terwijl het dier tussen de wolkenkrabbers van de stad dwaalt, verzamelen vliegtuigen en zeppelins zich om hem te bombarderen.
Een Rarebit Fiend-strip uit 8 maart 1905 vormde de inspiratie voor The Pet die rond 19 september 1921 werd uitgebracht. Bij deze aflevering is de titel van de stripserie in het meervoud: Dreams of a Rarebit Fiend. Volgens McCay-biograaf John Canemaker was dit de laatste obscure film waar McCay ‘volledige creatieve zeggenschap’ had. Cartoonist Stephen R. Bissette noemde het ‘de allereerste “reuzemonster dat een stad aanvalt-film” die ooit werd gemaakt'.

##### The Flying House(1921)
Tegen de achtergrond van de snel verstedelijkende Verenigde Staten van de jaren tien en twintig van de twintigste eeuw slaat een huis uit het rechte stratenpatroon van het moderne Amerika op de vlucht. Dit gebeurt in de droom van een vrouw die zich tegoed heeft gedaan aan Welsh rarebit. The Flying House is tot in detail realistisch getekend. Het huis is in alle opzichten traditioneel, totdat de kijker de zolder ziet waar de echtgenoot met een enorme motor bezig is. Hij bevestigt een propeller aan de gevel van het huis en vertelt zijn vrouw dat de huisbaas hen het huis wil uitzetten wegens wanbetaling. Hij zegt dat hij van plan is om ‘het huis te stelen’ en het echtpaar vliegt weg om een plek te zoeken waar hun huisbaas hen nooit zal vinden: een moeras, de zee en zelfs de maan, waar ze worden weggejaagd door het mannetje in de maan met een vliegenmepper. Als het huis de ruimte ingaat wordt de aandacht van de kijker geleid naar het ‘buitengewone stukje animatie dat nu komt’, waarin het draaien van de aarde en de maan en het ‘prachtige sterrenbeeld Orion accuraat worden weergegeven. Uiteindelijk wordt het huis getroffen door een militaire raket. Die maakt een einde aan de nachtmerrie en de vrouw wordt in haar bed wakker.
De titel van de stripserie staat op de begintitel weer in het enkelvoud (Dream of a Rarebit Fiend) en vermeldt Winsor Selias McCay als maker. De film werd op 26 september 1921 uitgebracht en toegeschreven aan McCays zoon Robert, hoewel Canemaker stelt dat het onwaarschijnlijk is dat McCay senior er niet bij betrokken was. In een recensie in The New York Times uit 1921 werd de film beoordeeld als ‘interessant vanwege uitstekend vakmanschap en fantastische personages’ al was hij ‘niet zo sprankelend en geestig’ als hij had kunnen zijn. De filmcriticus Richard Eder zette de realistische nachtmerries in de film tegenover de onschuldigere kenmerken waarmee Amerikaanse werden geassocieerd. Animator Bill Plympton restaureerde de film in 2011 met financiële middelen die bijeen waren gebracht via de crowdfundingwebsite Kickstarter. Hij liet de zwart-witfilm inkleuren en de acteurs Matthew Modine en Patricia Clarkson spraken de stemmen in.

### Muziek

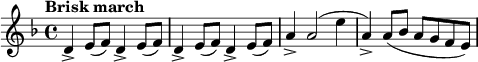
Hoofdthema van Dream of the Rarebit Fiend van Thomas W. Thurban (1907)

De Edison Military Band nam in 1907 op een Edison wasrol (Edison 9585) het stuk Dream of the Rarebit Fiend op, geschreven door Thomas W. Thurban. De muziek is waarschijnlijk geïnspireerd op de film van Porter uit 1906 en was wellicht bedoeld als begeleiding. Het stuk is geschreven voor een achttien- tot twintigkoppige band en is vele keren opgenomen.

## Nalatenschap

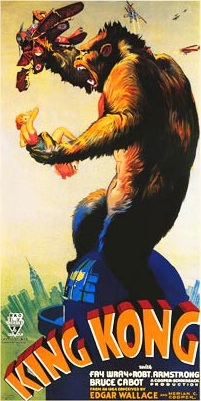
King Kong op het Empire State Building (poster)

Rarebit Fiend was het begin van een formule die McCay zou gebruiken in de bekendere Little Nemo in Slumberland. In een groot aantal Nemo-strips kwamen de ideeën uit Rarebit Fiend terug. Zo werd ‘het wandelende bed’ uit de aflevering van 31 oktober 1907 gebruikt in de Little Nemo-aflevering van 26 juli 1908.
Stripkenner Jeet Heer noemde Rarebit Fiend ‘misschien wel de bizarste krantenrubriek uit de Amerikaanse geschiedenis’. Merkl wijst op ideeën uit de strip die in latere media zouden terugkomen, bijvoorbeeld de scènes waarin een man een hond schopt, een vrouw een klap geeft, een blinde man slaat en een andere vrouw uit een raam gooit, bijvoorbeeld in de film L'Age d'Or van Luis Buñuel uit 1930; en reuzefiguren die tekeergaan in de grote stad en gebouwen en metro's beklimmen en beschadigen, zoals in King Kong (1933). Hij vergelijkt de strip van 9 maart 1907 – waarin een kinderslaapkamer een jungle wordt die aan de leeuwen is vergeven – met het verhaal The Veldt uit 1950 van Ray Bradbury en de strip van 26 september 1908 waarin een rekbaar gezicht is afgebeeld met Salvador Dalí's surrealistische schilderij Soft Self-Portrait with Fried Bacon uit 1941 en de plastische chirurgie in de speelfilm Brazil van Terry Gilliam. Stephen R. Bissette vergelijkt een scene uit een strip waarin liften van gebouwen vliegen met de jeugdfilm Charlie and the Chocolate Factory van Tim Burton uit 2005.
De strip heeft waarschijnlijk invloed gehad op afleveringen van Frank Kings vroege stripverhaal Bobby Make-Believe. Veel kenners denken dat Carl Barks, naar eigen zeggen fan van Little Nemo, Rarebit Fiend kende uit de The San Francisco Examiner, een krant die hij las toen hij opgroeide. In verschillende afleveringen van de Donald Duck-strips van Barks komen onderwerpen uit Rarebit Fiend voor. Een groot aantal scènes uit de animatiefilms van Tex Avery uit de periode 1943-1954 zouden duidelijk zijn beïnvloed door Rarebit Fiend. Sciencefictionillustrator Frank R. Paul schilderde een aantal door Rarebit Fiend beïnvloede covers van pulpbladen.
Art Spiegelman bracht een parodistisch eerbetoon aan Rarebit Fiend in zijn strip Real Dream uit 1974. In 1991 startte Rick Veitch met korte strips die gebaseerd zijn op de dromen uit Rarebit Fiend. Vanaf 1994 werden door zijn eigen King Hell Press 21 nummers van Roarin' Rick's Rare Bit Fiends gepubliceerd. John Ashbery bracht een gedicht met de titel Dream of a Rarebit Fiend uit.